# Minnesmärke över de stupade i Ådalen 1931

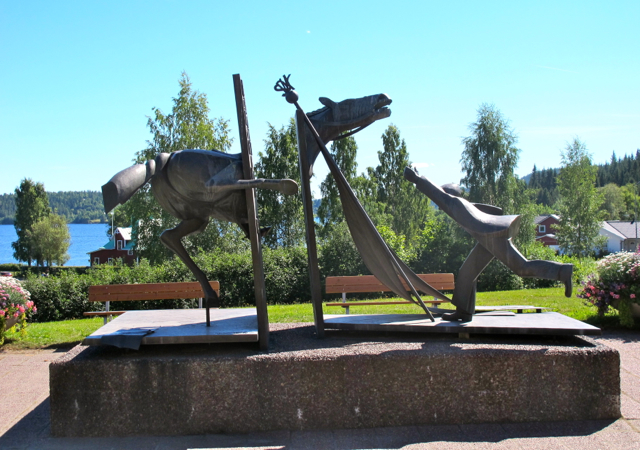
Minnesmärke över de stupade i Ådalen 1931.

Minnesmärke över de stupade i Ådalen 1931, eller Ådalenmonumentet, är ett minnesmärke vid Tullgatan i Lunde i Kramfors kommun, invigt 1981 i samband med 50-årsminnet av Ådalshändelserna 1931. Det är en av konstnären Lenny Clarhäll utformad skulptur, gjuten i brons med en höjd av 2,6 meter och en vikt på tre ton.
Minnesmärket har inskriptionen: "Här stupade fem unga arbetare för kulor från kommenderad militär 14/5 1931". Skulpturen göts av Herman Bergman Konstgjuteri och avtäckningen ägde rum den 10 maj 1981.

## Bildgalleri

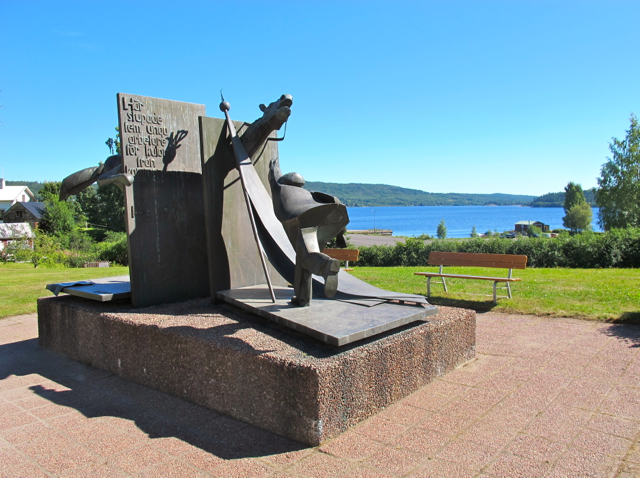
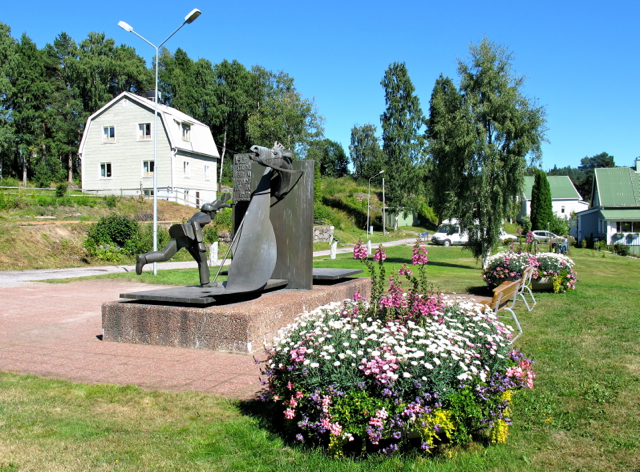
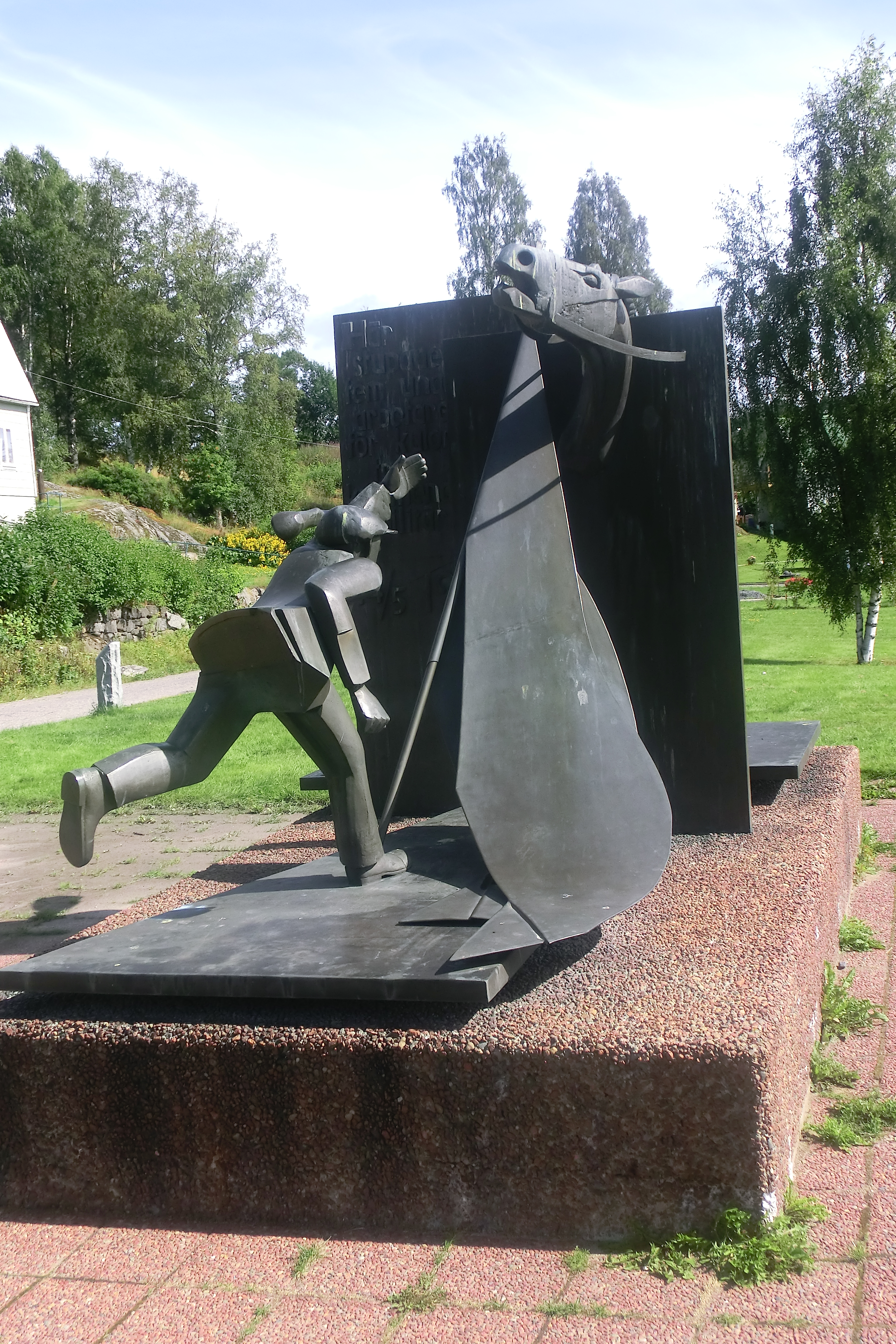